# 10119 Remarque
10119 Remarque eller 1992 YC1 är en asteroid i huvudbältet som upptäcktes den 18 december 1992 av den belgiske astronomen Eric W. Elst vid CERGA-observatoriet. Den är uppkallad efter den tyske författaren Erich Maria Remarque.
Asteroiden har en diameter på ungefär 14 kilometer och den tillhör asteroidgruppen Themis.